# Waco CG-13
El Waco CG-13 fue un planeador militar de transporte estadounidense desarrollado durante la Segunda Guerra Mundial.

## Diseño y desarrollo
El Cuerpo de Planeadores de Wright Field constató la necesidad de un planeador mayor que el CG-4A y solicitó diseños. La respuesta de varias compañías produjo el diseño de cinco planeadores más grandes. Uno de estos diseños fue el XCG-13 de la Waco Aircraft Company de Troy (Ohio).
El contrato del XCG-13 era por un diseño de 30 plazas con una capacidad de carga útil de 3600 kg para volar a 280 km/h a una altitud de 3700 m (12 000 pies). Las pruebas de vuelo del prototipo fueron realizadas en el Clinton County Army Air Field y el modelo fue aprobado el 10 de marzo de 1943. Las pruebas encontraron que podía ser usado un tren de aterrizaje triciclo, y que se podía incorporar un sistema hidráulico para abrir el morro abisagrado hacia arriba. Estas características fueron incorporadas en el segundo XCG-13.
La Ford Motor Company de Kingsford (Míchigan), y la Northwestern Aeronautical de Saint Paul (Minnesota), construyeron ejemplares del YCG-13 y se les concedieron contratos para construir el CG-13A de producción. A Waco no se le concedió ningún contrato de producción. Northwestern Aeronautical fabricó 49 unidades de producción. Ford construyó 48 de 30 plazas y 37 de 42 plazas, añadiendo un banco bajo el centro de la sección de carga. Entre las dos compañías, se cancelaron 268 unidades contratadas en favor de construir más planeadores CG-4A.

## Historia operacional
La carga útil máxima del planeador CG-13A era de 4600 kg. La velocidad de pérdida de 127 km/h era 30,58 km/h superior a la especificada. Un CG-13A fue volado en combate en la Misión Aparri en las Filipinas. Los planeadores CG-13A no volaron en combate en Europa, pero fueron utilizados como transportes en Inglaterra y Francia.

## Variantes
XCG-13
Prototipo de planeador militar de transporte de 30 plazas, dos construidos por Waco.
YCG-13
Versión de pruebas de servicio, unidades construidas por Ford y Northwestern Aeronautical.
CG-13A
Versión de producción, 85 construidos por Ford y 49 por Northwestern Aeronautical.

## Operadores
Estados Unidos
- Fuerzas Aéreas del Ejército de los Estados Unidos

 Reino Unido
- Real Fuerza Aérea británica

## Especificaciones (CG-13A)
Referencia datos: The Concise Guide to American Aircraft of World War II

### Características generales
- Tripulación: Dos (pilotos)
- Capacidad: 28 o 40 soldados
- Longitud: 16,6 m (54,3 ft)
- Envergadura: 26,1 m (85,7 ft)
- Altura: 6,2 m (20,2 ft)
- Superficie alar: 81,1 m² (873 ft²)
- Peso vacío: 3946 kg (8697 lb)
- Peso cargado: 8572 kg (18 892,7 lb)
- Peso útil: 4626 kg (10 195,7 lb)

### Rendimiento
- Velocidad máxima operativa (Vno): 306 km/h (190 MPH; 165 kt) (máxima de remolcado)
- Velocidad de entrada en pérdida (Vs): 127 km/h (79 MPH; 69 kt)
- Carga alar: 105,7 kg/m² (21,6 lb/ft²)

## Aeronaves relacionadas

### Desarrollos relacionados
- Waco CG-4
- Waco CG-15

### Aeronaves similares
- DFS 230
- Gotha Go 242
- Diseños de planeadores de carga Schweizer
- Airspeed Horsa
- General Aircraft Hamilcar
- General Aircraft Hotspur
- Slingsby Hengist

### Secuencias de designación
- Secuencia CG-_ (Planeadores de Carga del USAAC/USAAF, 1941-1948): ← CG-10 - CG-11 - CG-12 - CG-13 - CG-14 - CG-15 - CG-16 →
- Secuencia G-_ (Planeadores de la USAF, 1948-1955): ← G-3 - G-4 - G-10 - G-13 - G-14 - G-15 - G-18 →